# Dacoma
Dacoma és un poble dels Estats Units a l'estat d'Oklahoma. Segons el cens del 2000 tenia 148 habitants.

## Demografia
Segons el cens del 2000, Dacoma tenia 148 habitants, 64 habitatges, i 41 famílies. La densitat de població era de 109,9 habitants per km².
Dels 64 habitatges en un 23,4% hi vivien nens de menys de 18 anys, en un 57,8% hi vivien parelles casades, en un 3,1% dones solteres, i en un 34,4% no eren unitats familiars. En el 34,4% dels habitatges hi vivien persones soles el 20,3% de les quals corresponia a persones de 65 anys o més que vivien soles. El nombre mitjà de persones vivint en cada habitatge era de 2,31 i el nombre mitjà de persones que vivien en cada família era de 3.
Per edats la població es repartia de la següent manera: un 20,9% tenia menys de 18 anys, un 8,1% entre 18 i 24, un 20,3% entre 25 i 44, un 28,4% de 45 a 60 i un 22,3% 65 anys o més.
L'edat mediana era de 45 anys. Per cada 100 dones de 18 o més anys hi havia 91,8 homes.
La renda mediana per habitatge era de 24.375 $ i la renda mediana per família de 31.250 $. Els homes tenien una renda mediana de 22.500 $ mentre que les dones 20.625 $. La renda per capita de la població era de 21.848 $. Entorn del 12,5% de les famílies i el 10,3% de la població estaven per davall del llindar de pobresa.

## Poblacions més properes
El següent diagrama mostra les poblacions més properes.